# Valea Gârboului
Valea Gârboului – wieś w Rumunii, w okręgu Kluż, w gminie Cuzdrioara. W 2011 roku liczyła 15 mieszkańców.